# Rodrigues Alves (Acre)
Pour les articles homonymes, voir Rodrigues Alves et Alves (homonymie).
Rodrigues Alves est une ville brésilienne de l'ouest de l'État de l'Acre. Sa population était estimée à 8 540 habitants en 2006. La municipalité s'étend sur 3 305 km2.